# Смахнатият професор 2
„Смахнатият професор 2“ (на английски: The Nutty Professor 2) е щатска научнофантастична черна комедия от 2000 година на режисьора Питър Сегал, Продължение е на „Смахнатият професор“ (1996).
В контраста на предишния филм подсюжетите центрират върху родителите на Шърман Клъмп, които окупират важна част от филма. Членовете на семейство Клъмп, включително родителите на Клъмп, също спомагат за увеличаването на комичния ефект.

## Актьорски състав
| Актьор             | Роля |
| ------------------ | --- |
| Еди Мърфи          | Професор Шърман Клъмп Бъди Лав Татко Клетъс Клъмп (баща на Шърман) Мама Анна Клъмп (майка на Шърман) Баба Айда Мей Дженсън (баба на Шърман, и майка на Анна) Ърни Клъмп старши (брат на Шърман) Ланс Пъркинс, пародия на Ричард Симънс |
| Джанет Джаксън     | Денис Гейнс |
| Лари Милър         | Дийн Ричмънд |
| Джон Ейлс          | Джейсън |
| Ричард Гант        | Господин Гейнс |
| Ана Мария Хорсфорд | Госпожа Гейнс |
| Мелинда Макгроу    | Леан Гулифорд |
| Джамал Миксън      | Ерни Клъмп младши |
| Уанда Сайкс        | Шантал |
| Фреда Пейн         | Клодин |
| Ники Кокс          | Мис Тейлър Стамос |
| Крис Елиът         | Управител на ресторант |
| Ърл Боен           | Доктор Кнол |
| Чарлс Напиер       | Генералът |
| Гейбриъл Уилямс    | Айзък |

Допълнително Катлийн Фрийман прави некредитирана поява като съседка на Клъмп, който свидетелства на Шърман да ѝ предложи брак. Фрийман изиграва Мили Лемън в оригиналния филм от 1963 г.

## В България
В България филмът е пуснат по кината през 2000 г. от „Съни Филмс“.
През 2001 г. е издаден на VHS на “Александра Видео“, и на DVD през 2001 г. от Мейстар (чрез Columbia TriStar Home Video)
На 22 февруари 2009 г. „Нова телевизия“ излъчва филма с български дублаж за телевизията. Дублажът е на „Диема Вижън“, чието име не се споменава. Екипът се състои от:
| Озвучаващи артисти  | Ани Василева Христина Ибришимова Васил Бинев Симеон Владов Георги Георгиев-Гого |
| Преводач            | Димяна Ковачева                                                                 |
| Тонрежисьор         | Стефан Дучев                                                                    |
| Режисьор на дублажа | Димитър Кръстев                                                                 |

На 24 юли 2021 г. се излъчва и по bTV Comedy. Екипът се състои от:
| Озвучаващи артисти  | Елена Русалиева Елена Бойчева Симеон Владов Владимир Колев Светломир Радев |
| Преводач            | Силвия Вълкова                                                             |
| Тонрежисьор         | Георги Калудов                                                             |
| Режисьор на дублажа | Добрин Добрев                                                              |